# Estación de Santiago Bernabéu
Santiago Bernabéu es una estación de la línea 10 del Metro de Madrid situada bajo la plaza de Lima, entre los barrios de Hispanoamérica y El Viso (distrito Chamartín) y Cuatro Caminos (distrito Tetuán), orientada según el eje del paseo de la Castellana.

## Historia
La estación fue inaugurada el 10 de junio de 1982, tres días antes del comienzo de la Copa Mundial de Fútbol de 1982, como parte de la entonces línea 8 y con el nombre de Lima. Con la obra de unión de la antigua línea 8 con la línea 10 pasó a formar parte de la misma. Cambió su nombre el 18 de diciembre de 1997 por el del estadio de fútbol que se encuentra en la plaza de Lima.
Junto a la estación de Cuzco, es una de las dos estaciones subterráneas de la línea 10 decorada con mármol.

## Accesos
Vestíbulo Plaza de Lima
- Plaza de Lima Pº Castellana, 93 (en AZCA). Para Avda. General Perón
- Paseo de la Castellana, pares Pº Castellana, 136 (bulevar central). Próximo a Avda. Concha Espina

Vestíbulo Santiago Bernabéu
- Paseo de la Castellana, impares Pº Castellana, 103 (bulevar central). Para Palacio de Congresos
- Paseo de la Castellana, pares Pº Castellana, 142 B (bulevar central). Frente al Estadio Santiago Bernabéu

## Líneas y conexiones

### Metro
| << cabecera                                          | < estación | línea | estación >         | cabecera >>    |
| ---------------------------------------------------- | ---------- | ----- | ------------------ | -------------- |
| Hospital Infanta Sofía Cambio de tren en Tres Olivos | Cuzco      |       | Nuevos Ministerios | Puerta del Sur |

### Autobuses

Mapa de la zona de la estación de Santiago Bernabéu, indicando los accesos al Metro y las paradas y recorridos de las líneas de autobuses de la EMT.

| Diurnos   |                                         |                             |
| Línea     | Destino                                 | Parada                      |
| 14        | Conde de Casal                          | 41 LIMA-SANTIAGO BERNABÉU   |
| 27        | Embajadores                             | 41 LIMA-SANTIAGO BERNABÉU   |
| 40        | Tribunal                                | 41 LIMA-SANTIAGO BERNABÉU   |
| 147       | Callao                                  | 41 LIMA-SANTIAGO BERNABÉU   |
| 150       | Sol / Sevilla                           | 41 LIMA-SANTIAGO BERNABÉU   |
| 27        | Plaza de Castilla                       | 42 LIMA-SANTIAGO BERNABÉU   |
| 40        | Alfonso XIII                            | 42 LIMA-SANTIAGO BERNABÉU   |
| 126       | Barrio del Pilar vía Dehesa de la Villa | 42 LIMA-SANTIAGO BERNABÉU   |
| 147       | Barrio del Pilar vía Plaza de Castilla  | 42 LIMA-SANTIAGO BERNABÉU   |
| 150       | Colonia Virgen del Cortijo              | 42 LIMA-SANTIAGO BERNABÉU   |
| 120       | Hortaleza                               | 45 PLAZA LIMA (Cabecera)    |
| 43        | Estrecho                                | 4179 LIMA-SANTIAGO BERNABÉU |
| 43        | Felipe II                               | 5469 LIMA-SANTIAGO BERNABÉU |
| 126       | Nuevos Ministerios                      | 5265 LIMA-SANTIAGO BERNABÉU |
| Nocturnos |                                         |                             |
| Línea     | Destino                                 | Parada                      |
| N22       | Plaza de Cibeles                        | 41 LIMA-SANTIAGO BERNABÉU   |
| N24       | Plaza de Cibeles                        | 41 LIMA-SANTIAGO BERNABÉU   |
| N22       | Barrio de La Paz                        | 42 LIMA-SANTIAGO BERNABÉU   |
| N24       | Las Tablas                              | 42 LIMA-SANTIAGO BERNABÉU   |